# The Fable of the Busy Man and the Idle Woman
The Fable of the Busy Man and the Idle Woman è un cortometraggio muto del 1915; il nome del regista non viene riportato.
La sceneggiatura è firmata da George Ade.

## Produzione
Il film fu prodotto dalla Essanay Film Manufacturing Company.

## Distribuzione
Distribuito dalla General Film Company, il film - un cortometraggio a una bobina - uscì nelle sale cinematografiche USA il 7 aprile 1915.